# Феофилатьев, Григорий Иванович
Григорий Иванович Феофилатьев  (нач. 1580-х — не ранее 1639 года) — государственный деятель XVII века, дворянин московский, воевода Алатырский, Касимовский, Сургутский, Саратовский.
В боярском списке 1606/1607 годов записан выборным из Владимира с окладом 600—650 четей. Участвовал в подавлении восстания Болотникова. В составе войска князя Михаила Скопина-Шуйского участвовал в бою «на реке на Пахре с воры с казаки».
В Разрядных записях сохранилась запись о том, что осенью 1608 года Феофилатьев был отправлен в Касимов к касимовскому царю Ураз-Мухаммеду в качестве головы в составе отряда князя Ивана Михайловича Борятинского. К весне 1609 года Феофилатьев находился на стороне Лжедмитрия II. Участвовал в подмосковном ополчении Прокопия Ляпунова.
В боярском списке 1610—1611 гг. он записан среди 14 помещиков Владимира по выбору с окладом в 650 четей.
В первые годы царствования Михаила Романова Феофилатьев пожалован чином дворянина московского. В 1614—1615 годах — Алатырский воевода.
В 1616 году в Боярском списке Феофилатьев записан с поместным окладом 750 четей.
В 1617—1618 годах — воевода в Касимове.
В феврале 1620 года он был отправлен в Сибирь вторым воеводой в Сургут. В Книгах разрядных сохранилась запись: «В Сургутцком городе воеводы Иван Захарьев сын Кутузов да Григорей Иванов сын Фефилатьев, посланы в прошлом во 128 году февраля в 29 день» (29 февраля 1620 года). В Сургуте  Феофилатьев находился с мая 1620-го до конца 1623 года.
В начале 1624 года вернулся из Сибири в Москву и был назначен вторым послом в Персию к шаху Аббасу. Это посольство было неудачным. Шах Аббас I выдвинул ряд обвинений против русских послов князя Григория Тюфякина, Григория Феофилатьева и дьяка Панова. В частности, он сообщал в Москву, что упомянутые лица не доставили ему достаточное количество кречетов, не прислали вовремя оконных мастеров, не представились шаху вместе с другими послами, не участвовали по приглашению шаха в смотре лошадей, не явились к нему на приём в одежде, которую он им подарил. Кроме того, послы не допили до конца своего бокала за царское здоровье, за что на родине их должны были казнить. (Кречеты, которых везли в подарок шаху, почти все подохли в пути). Однако по указу Федора Михайловича Тюфякина и Феофилатьева только посадили в тюрьму и лишили поместий и вотчин. В связи с рождением наследника престола, будущего царя Алексея Михайловича, Тюфякин и Феофилатьев были амнистированы.
С декабря 1633 года Феофилатьев находился в Москве и был одним из помощников боярина Юрия Сулешова, который в те годы возглавлял Разбойный приказ и Приказ сбора даточных людей.
С 1635-го по август 1637 года — воевода Саратова.
Дата смерти не установлена (не ранее 1639 года).

## Дети
Сын, Василий Григорьевич Фефилатьев — стольник, Саратовский воевода в 1650-1651 гг.; в 1654 — воевода в Валуйках, в 1656 — в Динабурге, в 1656—1657 — в Борисоглебове, в 1657 — опять в Валуйках, в 1664—1666 — в Дорогобуже. Умер после 1676 года.